# Seleção Japonesa de Softbol Feminino
A Seleção Japonesa de Softbol Feminino é a equipe que representa o Japão em competições internacionais de softbol. Governada pela Associação Japonesa de Softbol, ela está na segunda posição no ranking internacional organizado pela Federação Internacional de Softbol. Em cinco edições dos Jogos Olímpicos, de 1996 a 2020, o Japão conquistou duas medalhas de ouro, uma medalha de prata e uma medalha de bronze.

## Desempenho
- Jogos Olímpicos: Ouro (2008, 2020), Prata (2000) e Bronze (2004)
- Campeonato Mundial: Ouro (1970), Prata (2002, 2006) e Bronze (1965, 1998)
- Jogos Mundiais: Ouro (2009)